# ولاية أرضروم العثمانية

كانت ولاية أرضروم ((بالتركية العثمانية: ولايت ارضروم)) تقسيم إداري من المستوى الأول (ولاية) في الدولة العثمانية.
خسرت الدولة العثمانية منطقتي قارص وتشيلدير في الحرب الروسية العثمانية (1877–78) وتنازلت عنها لصالح الإمبراطورية الروسية، التي أدارتهما تحت مسمى منطقة (أوبلاست) قارص.

## التقسيمات الإدارية
سناجق الولاية:
1. سنجق أرضروم (أرضروم، باسينلر، بايبورت، إسبير، ترجان، تورتوم، يوسفلي، كيغي، نارمان، خنس)
2. سنجق إرزينجان (إرزينجان، بولومور، رفاهية، إليتش، كيماخ)
3. سنجق بايزيد (دوغوبايزيد، إلشكيرت، ديادين، توتك، أغري)

في عام 1893، تألفت الولاية في المجمل من 19 قضاء. وشكل المسلمون (سنة وعلاهيون) الأكثرية في جميع الأقضية. النسبة الأدنى للمسلمون (64%) كانت في قضاء خنس. وكان معظم البروتستانت والكاثوليك من الأرمن.
| سكان السناجق، بالآلاف، وفقاً للتعداد العثماني عام 1893 |        |        |          |         |
| المجموعات                                             | أرضروم | بايزيد | إرزينجان | المجموع |
| مسلمون                                                | 312,2  | 47,4   | 85,9     | 445,5   |
| كنيسة الأرمن الأرثوذكس                                | 73,9   | 8,3    | 19       | 101,2   |
| كاثوليك                                               | 5,4    | 1,3    | -        | 6,7     |
| بروتستانت                                             | 1,7    | 0,1    | 0,2      | 2       |
| الكنيسة اليونانية الأرثوذكسية                         | 1,5    | -      | 2        | 3,5     |
| آخرون                                                 | 0,2    | -      | -        | 0,2     |
| المجموع                                               | 394,9  | 57,1   | 107,1    | 559     |